# براده

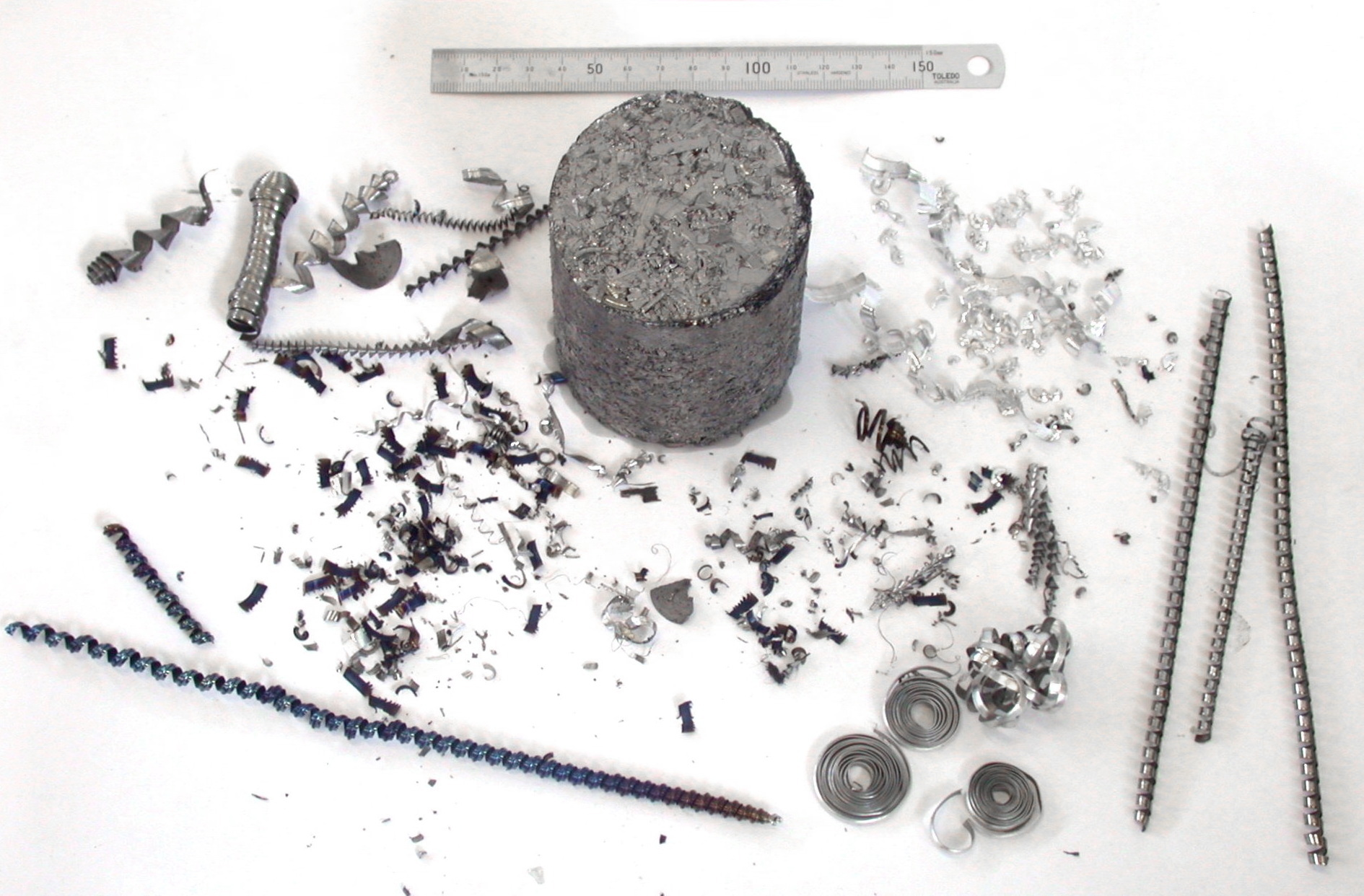
انواع براده و ازجمله بلوکی از براده فشرده.

بُراده یا براده آهن به ریزهٔ آهن و مانند آن می‌گویند که در وقت سوهان کردن یا مته کردن بیفتد. به براده در فارسی، سونِش و سودهٔ آهن هم گفته شده‌است. سونش واژه‌ای از اصلِ فارسی است و براده از اصل عربی است.
قطعات براده اگر بسیار ریز باشد و حالت پودری به خود بگیرد به آن خاکه می‌گویند. در صورتی که خاکه‌ها نه از فلز که از چوب گرفته شود به آن خاک‌اره گفته می‌شود. قطعات براده‌ها اگر بزرگ باشد در زمره قُراضه آهن قرار می‌گیرد.
براده‌ها می‌توانند بسیار تیز باشند و باعث بریدن دست و دیگر نقاط بدن شوند. بدین خاطر در کارگاه‌های ماشین‌کاری براده‌ها را با فشار هوا و دستگاه‌های پمپ هوا از اطراف دستگاه‌ها دور می‌کنند.
در صنایع بیشترین کاربرد براده‌های فلزی ضایعاتی جهت استفاده در کوره‌های ذوب آهن است. از براده آهن برای حذف آرسنات و آرسنیت از آب آشامیدنی نیز استفاده شده‌است.
کمبود آهن در خاک گیاهان می‌تواند به رشد گیاه زیان بزند. در بین مردم این باور وجود دارد که با به کار بردن براده آهن در خاک، این کمبود رفع می‌شود در حالی که این گونه از آهن برای گیاه قابل جذب نیست و نمی‌تواند روش مناسبی برای رفع این کمبود باشد. برای برطرف کردن این مشکل، می‌توان از کودهای کلات آهن یا سولفات آهن استفاده کرد که در بازار به وفور یافت می‌شود.